# Wienerberg
Wienerberg er en del af den indbyggerrige bydel i Wien, Favoriten, og siden en idékonkurrence omhandlende bybygninger i 1980'erne et rekreativt område med et samlet areal på 117 hektar, hvoraf 90 er beskyttede og 16,1 består af vandområder. Den beskyttede del indeholder en mangfoldig flora og fauna, deraf også nogle arter, der er på rødlisten, som for eksempel den store ildfugl eller den europæiske sumpskildpadde.
Foruden Spinnerin am Kreuz (en gotisk stensøjle) er de to højhuse, der også går under navnet Vienna Twin Tower af arkitekten Massimiliano Fuksas blevet det moderne og højtragende vartegn for Wienerberg. De er en del af det kendte forretnings- og beboelseskvarter, Wienerberg City, der også omfatter højhusene Delugan-Meissl-Tower, Coop-Himmelb(l)au-Tower og Monte-Verde af arkitekten Albert Wimmer.